# Gavin Templeton

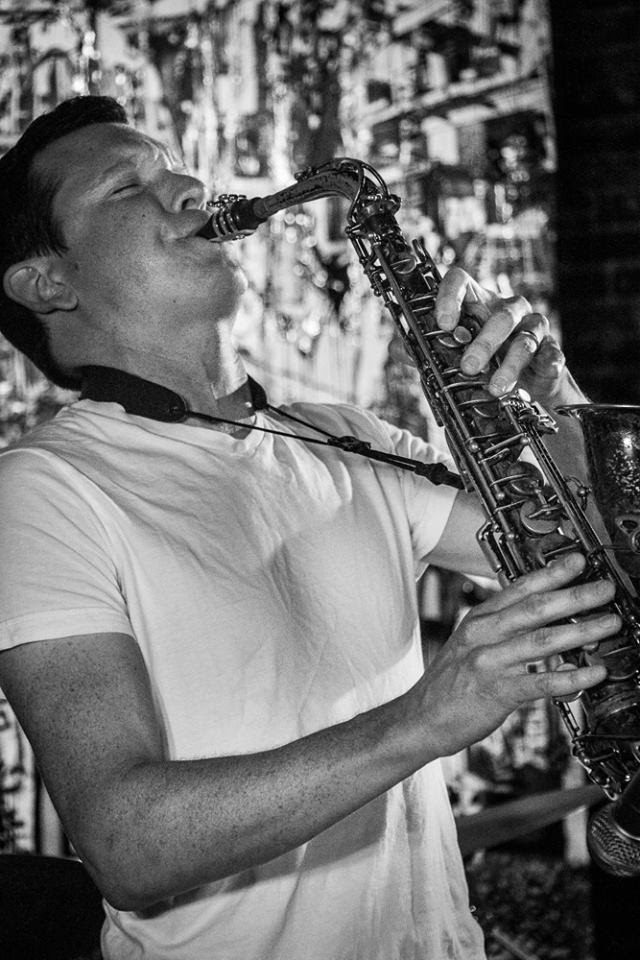
Gavin Templeton (2015)

Gavin Templeton (* 1978 in Atlanta) ist ein amerikanischer Jazzmusiker des Modern Creative (Saxophone, Komposition).

## Leben und Wirken
Templeton, der in Reno (Nevada) aufwuchs, erhielt mit fünf Jahren Geigenunterricht und wechselte wenige Jahre später aufs Altsaxophon. Bereits mit zehn Jahren war er an Jamsessions in den Jazzclubs seiner Heimatstadt beteiligt; 18-jährig war er dort mit Wayne Shorter auf der Bühne. Er studierte im Bachelorstudiengang der University of Nevada, Reno Jazz. Sein Aufbaustudium absolvierte er am California Institute of the Arts.
2006 zog er dann nach Los Angeles. Dort gehörte zu den Gruppen von Vinny Golia, Nels Cline, Peter Epstein, Daniel Rosenboom, Alan Ferber und Jose Gurria’s Gurrisonic Orchestra; auch ist er auf Alben von Dr. Mint, Plotz! und David Rosenboom zu hören. 2012 legte Templeton sein Debütalbum vor. Sein drittes, im Trio eingespieltes Album Some Spinning, Some at Rest erhielt bei All About Jazz die Höchstbewertung,

## Diskographische Hinweise
- Asterperious Special (Nine Winds Records 2012; mit Larry Koonse, Gary Fukushima, Darek Oles, Joe LaBarbera)
- In Series (Nine Winds Records 2013, mit Perry Smith, Matt Politano, Sam Minaie, Matt Mayhall)[2]
- Some Spinning, Some at Rest (Orenda 2014, mit Richard Giddens, Gene Coye)
- Ballast (Orenda 2016; mit Joshua White, Richard Giddens, Gene Coye)[5]